# Kestell
Kestell este un oraș din Provincia Free State, Africa de Sud.